# Dysphania supergressa
Dysphania supergressa là một loài bướm đêm trong họ Geometridae.